# فرودگاه شهری وینچستر
فرودگاه شهری وینچستر (به انگلیسی: Winchester Municipal Airport)  یک فرودگاه همگانی باربری  است که یک باند فرود آسفالت دارد و طول باند آن ۱۵۲۵ متر است. این فرودگاه در  کشور ایالات متحده آمریکا قرار دارد و در ارتفاع ۲۹۸ متری از سطح دریا واقع شده است.